# 48643 Allen-Beach
48643 Allen-Beach è un asteroide della fascia principale. Scoperto nel 1995, presenta un'orbita caratterizzata da un semiasse maggiore pari a 2,3084644 au e da un'eccentricità di 0,1236554, inclinata di 10,15594° rispetto all'eclittica.
L'asteroide è dedicato a Bill Allen e Sally Beach, una coppia di coniugi che pubblica articoli sugli oggetti minori del sistema solare.